# Hotel Zamorc
Hotel Zamorc je hotel v Mariboru, ki je bil v preteklosti zelo pomemben, saj je veliko Mariborčanov zahajalo vanj. Stoji v Gosposki ulici in je še danes odprt. Je pomemben za turiste in v Mariboru stoji že vrsto let. Res je, da ga veliko turistov obiskuje, vendar bi ga radi zaprli in na njegovem mestu odprli novega. Mnogi ga občudujejo zaradi njegove zunanjosti. V preteklosti je bil hotel, danes pa je gostinski lokal. Odprli so ga v 2 polovici 19.stoletja. 
Njegova zunanjost je svetlo modre barve. Je zelo velik objekt. Hotel Zamorc je zelo pomembna stavba v Mariboru, ker tako rekoč raste z njim in se razvija. Ob Zamorcu stoji prodajalna s čevlji in Mladinska knjiga. V bližini Zamorca je stala Mura, ki so jo že zaprli. Bil je že obnovljen in posodobljen tako, da je ustrezal tistim časom. Še danes stoji na istem mestu in čaka, da ga zaprejo in na njegovem mestu postavijo nov boljši lokal, ki mogoče bo kdaj tako uspešen kot je bil on.